# はつかり (駆潜艇)
はつかり（ローマ字：JDS Hatsukari, PC-315、ASU-62）は、海上自衛隊の駆潜艇。みずとり型駆潜艇の5番艇。艇名は初雁に由来する。千鳥型水雷艇「初雁」に次いで日本の艦艇としては2代目。

## 艦歴
「はつかり」は、昭和34年度計画甲型駆潜艇3015号艇として、1960年1月25日に佐世保船舶工業で起工され、1960年6月24日に進水、1960年11月15日に就役し、佐世保地方隊に編入された。
1960年12月1日、佐世保地方隊隷下に第5駆潜隊が新編され「おおとり」、「かささぎ」とともに編入された。
1961年10月1日、第5駆潜隊が隊番号交換により第3駆潜隊に改称。
1977年12月1日、第3駆潜隊が呉地方隊隷下に編成替え。
1982年3月27日、特務艇に種別変更され船籍番号がASU-62となり、呉地方隊直轄艇となる。
1985年10月31日、除籍。